# دانشگاه بیسکرا
دانشگاه بیسکرا (به عربی: جامعة محمد خیضر-بسکرة) یک دانشگاه در الجزایر است که در بسکره، الجزایر واقع شده‌است.